# Смена-7

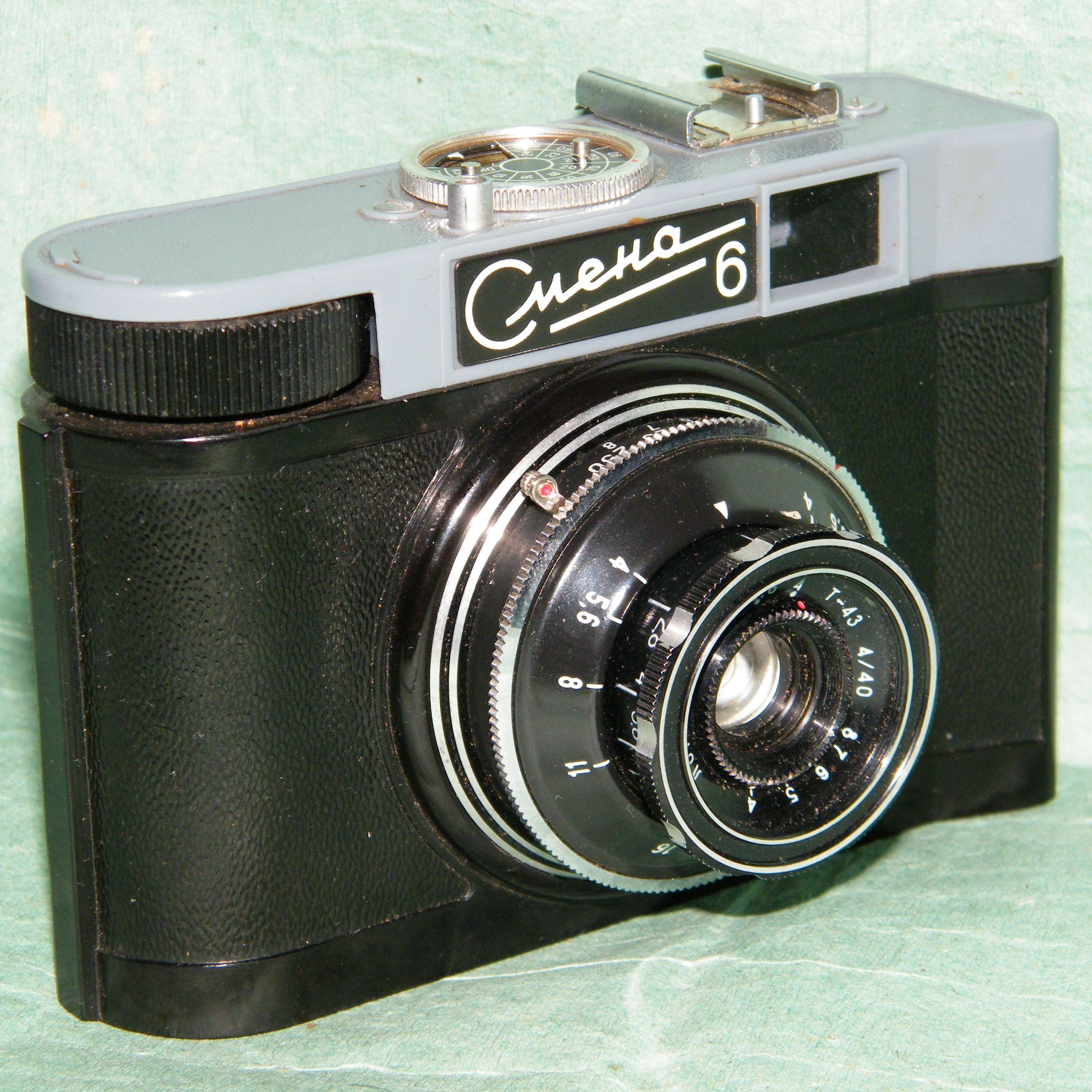
Фотоаппарат «Смена-6»

Сме́на-7 — шкальный советский фотоаппарат выпускавшийся объединением ЛОМО с 1961 по 1971 год. Эта модель была выпущена в количестве 1 992 546 штук.
«Смена-7» от «Смены» 6-й модели отличалась отсутствием автоспуска. 

Был подготовлен прототип 7-й модели со встроенным экспонометром, но в серию запущен не был.

## Технические характеристики
- Объектив — Триплет «Т-43» 4/40 (три линзы в трёх компонентах), несменный, просветлённый. Угол поля зрения объектива — 55°. Диафрагма ирисовая.
- Доступные значения диафрагмы — от f/4 до f/16.
- Затвор — центральный, залинзовый, отрабатываемые выдержки — 1/15, 1/30, 1/60, 1/125, 1/250 и «В». Взвод затвора не сблокирован с перемоткой плёнки.
- Видоискатель рамочный, параллаксный.
- Синхроконтакт «Х», выдержка синхронизации — любая.
- Тип применяемого фотоматериала — фотоплёнка типа 135 в кассетах. Размер кадра — 24×36 мм. Плёнка транспортируется из подающей кассеты в приёмную, обратная перемотка плёнки не предусмотрена.
- Корпус — пластмассовый, со съёмной задней стенкой.